# 오픈AI o3
오픈AI o3(OpenAI o3)는 오픈AI가 오픈AI o1의 후속 모델로 개발한 반사적 생성 사전 훈련된 트랜스포머(GPT) 모델이다. 단계별 논리적 추론이 필요한 문제를 다룰 때 추가적인 심의 시간을 할애하도록 설계되었다. 오픈AI는 2025년 1월 31일에 더 작은 모델인 o3-mini를 출시했다.

## 역사
오픈AI o3 모델은 2024년 12월 20일에 발표되었으며, 이동통신사 브랜드인 O2와의 상표 충돌을 피하기 위해 "o3"이라는 명칭이 선택되었다. 오픈AI는 안전 및 보안 연구원들에게 2025년 1월 10일까지 이 모델의 조기 액세스를 신청하도록 초대했다. o1과 마찬가지로 o3와 o3-mini라는 두 가지 모델이 있다.
2025년 1월 31일에 오픈AI는 모든 ChatGPT 사용자(무료 계층 포함)와 일부 API 사용자에게 o3-mini를 출시했다. 오픈AI는 o3-mini를 "정밀성과 속도가 필요한 기술 분야"에 대한 o1의 "특수 대안"이라고 설명한다. o3-mini는 낮음, 보통, 높음의 세 가지 추론 노력 수준을 제공한다. 무료 버전은 보통을 사용한다. 더 많은 컴퓨팅을 사용하는 변형은 o3-mini-high라고 하며 유료 구독자에게 제공된다. ChatGPT의 Pro 계층 구독자는 o3-mini와 o3-mini-high에 무제한으로 액세스할 수 있다.
2025년 2월 2일, 오픈AI는 웹 검색을 기반으로 5~30분 이내에 포괄적인 보고서를 만드는 o3 버전을 사용하는 ChatGPT 서비스인 오픈AI 딥 리서치(Deep Research)를 출시했다.
2025년 2월 6일, 딥시크와 같은 경쟁사의 압력에 대응하여 오픈AI는 o3-mini 모델에서 사고 과정의 투명성을 강화하는 것을 목표로 한 업데이트를 발표했다. 2025년 2월 12일, 오픈AI는 ChatGPT Plus 구독자를 대상으로 o3-mini-high의 속도 제한을 하루 50개 요청(주당 50개 요청에서 변경)으로 추가로 늘리고 파일/이미지 업로드 지원을 구현했다.